# Bisbat de Llemotges

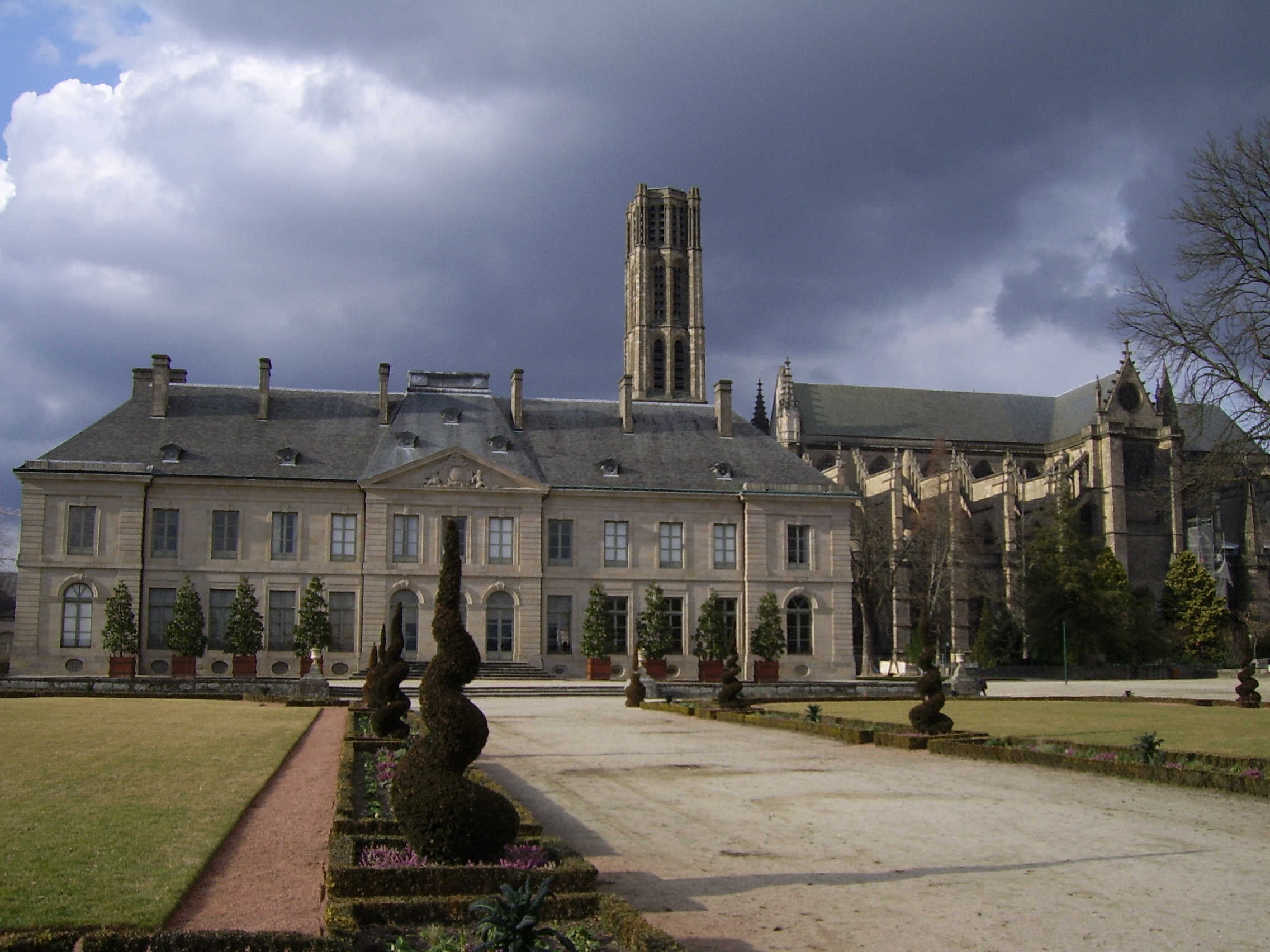
L'antic palau episcopal de Llemotges, que des de 1912 és seu del museu de la ciutat En segon pla apareix la catedral de Sant Esteve.

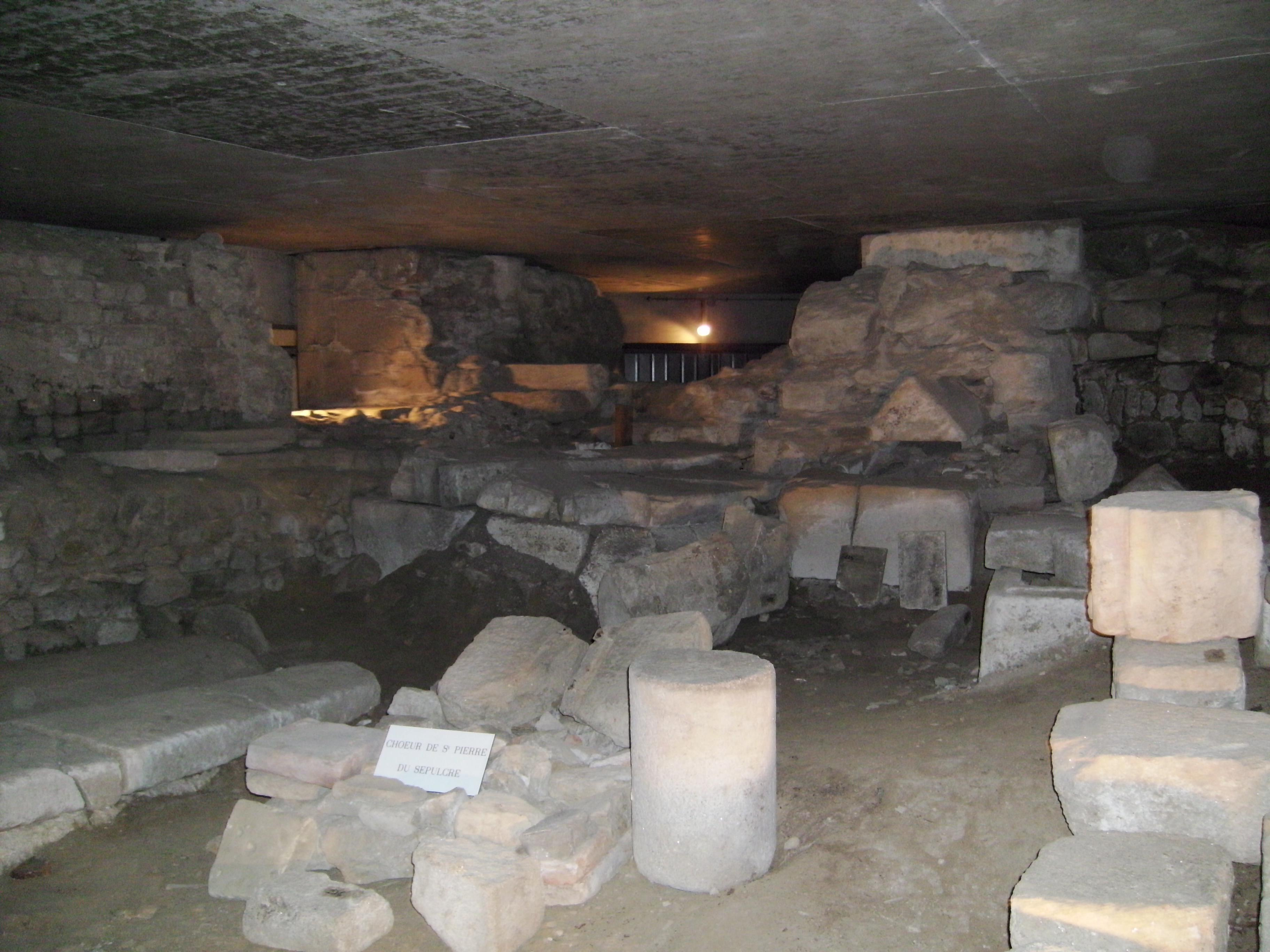
La cripta, redescoperta el 1960 sota la place de la République a Llemotges, és tot el que resta de l'abadia de Sant Marçal, erigida al i desmantellada el 1794. A l'interior de la cripta es descobrí la tomba de sant Marçal, el relicari de santa Valèria i el sarcòfag dels companys de Marçal, Alpinià i Austriclinià

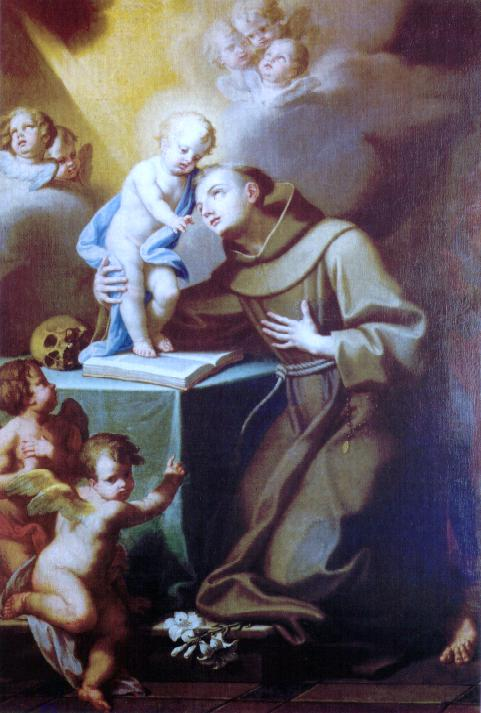
Gaetano Lapis, Aparició del Nen Jesús a sant Antoni de Pàdua. Aquest miracle hauria tingut lloc a Llemotges el 1226 o el 1227.

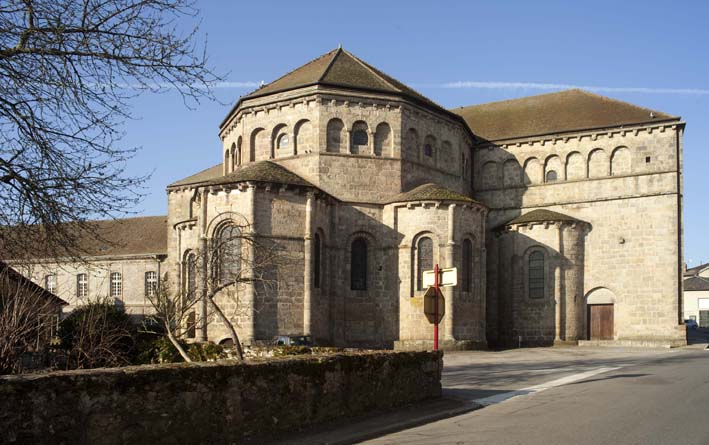
L'església de l'abadia de Saint-Pierre de Solignac, fundada per sant Eloi el 631 o 632.

El bisbat de Llemotges (francès: Diocèse de Limoges, llatí: Dioecesis Lemovicensis) és una seu de l'Església Catòlica a França, sufragània de l'arquebisbat de Poitiers. Al 2013 tenia 414.000 batejats sobre una població de 504.200 habitants. Actualment està regida pel bisbe Pierre-Antoine Bozo.

## Territori
La diòcesi comprèn els departaments francesos de l'Alta Viena i de Creuse.
La seu episcopal és la ciutat de Llemotges, on es troba la catedral de Sant Esteve.
El territori s'estén sobre 11.085 km², i està dividit en 30 parròquies.

## Història
La diòcesi dels Lemovici, un poble de la Gàl·lia Celta que vivia al Limousin, està testificada des del segle iii. Segons la tradició, el primer bisbe de la diòcesi és sant Marçal, un dels set bisbes enviats des de Roma a evangelitzar la Gàl·lia.
Lemovicumera una de les ciutats de la província romana d'Aquitània; per tant, depenia com a sufragània de la seu metropolitana de Bourges.
A principis del segle vi Rurici I va construir el monestir i l'església de Sant Agustí a Llemotges. A meitat del mateix segle, sant Rurici II va erigir l'església de Sant Pere du Queyroix i la basílica de Sant Junià a Llemotges.
En els primers segles de la vida, la diòcesi va veure l'expansió de la vida eremítica. A partir del segle V es recorden els noms dels sants ermitans Amand, Junien, Léonard, Sylvain, Léobon, Goussaud, Vaulry i Pardoux. Al pas del segle V al segle VI van aparèixer els primers monestirs. Entre els més coneguts es troben els fundats per Aredius (sant'Yrieix), de Sant Eloi a Solignac i el de Sant Marçal a Llemotges.
L'any 848 es va construir una església dedicada al Santíssim Salvador sobre la cripta de Sant Marçal. L'edifici va ser enderrocat el 1021, per ser reemplaçat el 1028 per una construcció més gran, que va ser consagrada el 1095 pel papa Urbà II, amb motiu del seu viatge a França per organitzar la Primera Croada.
En 1031 Llemotges va organitzar un important concili provincial, sota la direcció del bisbe Jourdain de Laront i l'abat de Sant Marçal Odolric, que va imposar la Pax Dei als senyors feudals de la regió i preveient l'excomunió als que posessin en perill els béns de l'Església. Després d'això, els bisbes de Llemotges adquiriren un paper predominant a Llemotges i el seu territori, exercint tant el poder espiritual com el temporal.
A l'edat mitjana, l'abadia de Sant Marçal posseïa la segona biblioteca més important de França, després de la de l'abadia de Cluny. Dos-cents dels 450 volums originals serien adquirits en 1730 pel rei Lluís XV i encara constitueixen una de les millors col·leccions de la Bibliothèque nationale de France.
Sant Antoni de Pàdua va estar-se a Llemotges entre 1226 i 1227 per fundar un monestir franciscà. Va ser a Llemotges que el Nen Jesús s'hauria aparegut a sant Antoni .
El 13 d'agost de 1318 el territori diocesà es va reduir a la meitat per la cessió d'una part del seu territori a benefici de l'erecció del bisbat de Tulle.
Entre les figures eclesiàstiques originaris del Limousin, hi ha dos papes, que es van succeir a la Càtedra de Pere: Climent VI (1342-1352) i Innocenci VI (1352-1362).
Durant les guerres de religió del segle xvi, el Limousin va experimentar un període fosc, fet de devastació i mort. La reconstrucció catòlica va ser principalment obra dels bisbes Henri i Raymond de la Martonie i especialment François de Lafayette i Louis d'Urfé.
El 5 de gener de 1657 el rei Lluís XIV amb Carta patent autoritzà a petició del bisbe François de Lafayette l'establiment del seminari de la diòcesi. Gairebé un segle després del final del Concili de Trento va ser el quart o cinquè seminari que es va obrir a França, on els decrets del Consell havien quedat sense implementació.
Seguint el concordat amb la butlla Qui Christi Domini del Papa Pius VII del 29 de novembre de 1801, la diòcesi de Llemotges va adquirir una nova fisonomia territorial, coincidint amb els tres departaments de Limousin, a Corresa, Alta Viena i Creuse; va incorporar les parròquies de la diòcesi suprimida de Tulle, però al mateix temps va cedir parròquies a les diòcesis veïnes, en particular les d'Angulema i Périgueux.
El 6 d'octubre de 1822, es va restablir la diòcesi de Tulle, obtenint de nou el seu territori a partir de la diòcesi de Llemotges.
El 8 de desembre de 2002, després de la reorganització de les circumscripcions eclesiàstiques franceses, va passar a formar part de la província eclesiàstica de l'arxidiòcesi de Poitiers.

## Cronologia episcopal
El catàleg episcopal de Llemotges més antic és conservat en un manuscrit d'Adémar de Chabannes, monjo de l'abadia de sant Marçal, redactat entre el 1021 i el 1034; aquest manuscrit va ser integrat i ampliat durant el segle xiii per Bernard Itier, un altre monjo de Sant Marçal, i posteriorment per Bernat Gui (vers 1320), autor de la Gesta Lemovicensium episcoporum. Aquests autors mantenen que sant Marçal hauria viscut durant el segle i i tot i multiplicar els noms de bisbes amb l'objectiu d'omplir el buit del segle i, data de la presumpta mort de sant Marçal, al segle v, quan els primers bisbes limosins són documentats.
- Sant Marçial † (segle iii)[2]
- Rurici I † (vers 485 - després il 506)
- Ruricio II † (abans del 535 - després del 549)
- Essocio † (segona meitat del segle vi)
- Sant Ferriol † (abans del 579 - després il 591)[3]
- Sant Lupo † (abans del 629[4] - citat el 632)
- Simplicio †
- Felice † (citat el 650)
- Rustico † (citat el 672)[5]
- Antsindo † (citat el 683)
- Emeno † (abans del 696 o 697 - després il 700 vers)
- Agerico †
- Sant Sacerdot †[6]
- Regimperto † (citat el 817)
- Odoacre † (abans del 832 - després del 843)
- Stodilo † (abans del 846 - després de novembre de 860)
- Aldo † (? - 7 d'octubre de 866 mort)
- Geilo †[7]
- Anselmo † (vers 870 - 9 de febrer de 898 mort)
- Turpio † (898 - 25 de juliol de 944 mort)
- Ebulo † (abans del 958 - després de gener de 969 renuncià)
- Hildegaire † (969 - 992 mort)
- Alduin † (992 - 1012 mort)
- Géraud † (abans del 19 de novembre de 1012 - 11 de novembre de 1020/1022 mort)
- Jourdain de Laront † (abans del 1029 - 29 d'octubre de 1051 mort)
- Itier Chabot † (abans del 24 de gener de 1052 - 9 de juliol de 1073 mort)
- Guy de Laront † (abans del 1076 - vers 1086 mort)
- Humbauld de Saint-Sèvère † (1087 - 1095 deposat)
- Guillaume d'Uriel † (abans del febrer de 1097 o 1098 - 1100 mort)
- Pierre Viroald † (1100 - vers 1104 renuncià o mort)
- Eustorge † (abans del 1106 - 29 de novembre de vers 1137 mort)
- Gérald du Cher † (abans del 1142 - 7 d'octubre de 1177 mort)
- Sebrand Chabot † (1179 - març de 1198 mort)
- Jean de Veyrac † (1198 - 1218 mort)
- Bernard de Savène † (1219 - 22 de juliol de 1226 mort)
- Guy de Cluzel † (octubre o novembre de 1226 - gener de 1235 mort)
  - Guillaume du Puy † (1235 - 1235 mort) (bisbe electe)
- Durand † (10 d'octubre de 1240 - 29 de desembre de 1245 mort)
- Aymeric de La Serre † (1246 - 2 de juliol de 1272 mort)
- Gilbert de Malemort † (16 de desembre de 1275 - 1294 mort)
- Regnaud de La Porte † (15 de novembre de 1294 - 31 de desembre de 1316 nomenat arquebisbe de Bourges)
- Gérard Roger † (12 de gener de 1317 - 1324 mort)
- Hélie de Talleyrand-Périgord † (10 d'octubre de 1324 - 4 de gener de 1328 nomenat bisbe d'Auxerre)
- Beato Roger Le Fort † (7 de gener de 1328 - 18 d'agost de 1343 nomenat arquebisbe de Bourges)
- Nicolas de Besse † (27 d'agost de 1343 - 1344 renuncià)
- Guy de Comborn † (28 de febrer de 1344 - 14 de maig de 1347 nomenat bisbe de Noyon)
- Jean de Cros † (14 de maig de 1347 - 30 de maig de 1371 renuncià)
- Aymeric Chapt de L'Âge-au-Chapt † (18 de juliol de 1371 - 10 de novembre de 1390 mort)
- Bernard de Bonneval † (14 de desembre de 1390 - 1403 mort)
- Hugues de Magnac † (16 de gener de 1404 - 8 de novembre de 1412 mort)
  - Pierre d'Ailly † (21 de desembre de 1412 - ?) (administrador apostòlic)
  - Ranulphe de Pérusse d'Escars † (1412 - 11 de desembre de 1426 nomenat bisbe de Mende) (antibisbe)
- Hugues de Rouffignac † (16 de març de 1418 - 11 de desembre de 1426 nomenat bisbe de Rieux)
- Pierre de Montbrun † (11 de desembre de 1426 - 19 de febrer de 1456 mort)
- Jean de Barthon I † (11 d'abril de 1457 - 10 de març de 1484 nomenat bisbe de Nazareth)
- Jean de Barthon II † (10 de març de 1484 - 10 de setembre de 1510 mort)
  - Foucault de Bonneval † (27 de febrer de 1511 - 18 d'agost de 1514 nomenat bisbe de Soissons) (bisbe electe)
- René de Prie † (18 d'agost de 1514 - 5 de desembre de 1516 renuncià)
- Philippe de Montmorency † (18 d'octubre de 1517 - 6 d'octubre de 1519 mort)
- Charles de Villiers de L'Isle-Adam † (26 d'octubre de 1519 - 10 de gener de 1530 nomenat bisbe de Beauvais)
- Antonio Lascaris de Tenda † (10 de gener de 1530 - 17 d'abril de 1532 nomenat bisbe de Riez)
- Jean de Langeac † (17 d'abril de 1532 - 25 de juliol de 1541 mort)
  - Jean du Bellay † (22 d'agost de 1541 - 13 d'agost de 1544 renuncià) (administrador apostòlic)
- Antoine Sanguin de Meudon † (13 d'agost de 1544 - 26 d'octubre de 1547 renuncià)
- César des Bourguignons † (26 d'octubre de 1547 - 1558 mort)
- Sébastien de L'Aubespine † (23 de març de 1558 - 2 de juliol de 1582 mort)
- Jean de L'Aubespine † (22 d'agost de 1583 - 16 de març de 1587 nomenat bisbe d'Orléans)
- Henri de La Marthonie † (13 de juliol de 1587 - 7 d'octubre de 1618 mort)
- Raymond de La Marthonie † (7 d'octubre de 1618 - 11 de gener de 1627 mort)
- François de Lafayette † (29 de novembre de 1627 - 3 de maig de 1676 mort)
- Louis de Lascaris d'Urfé † (16 de novembre de 1676 - 30 de juny de 1695 mort)
- François de Carbonnel de Canisy † (23 de gener de 1696 - abans del 13 de setembre de 1706 renuncià)
- Antoine de Charpin de Genetines † (13 de setembre de 1706 - 6 de febrer de 1730 renuncià)
- Benjamin de L'Isle du Gast † (14 d'agost de 1730 - 6 de setembre de 1739 mort)
- Jean-Gilles du Coêtlosquet † (14 de desembre de 1739 - 11 de novembre de 1758 renuncià)
- Louis-Charles du Plessis d'Argentré † (18 de desembre de 1758 - 28 de març de 1808 mort)[8]
- Marie-Jean-Philippe Dubourg † (1 de juny de 1802 - 31 de gener de 1822 mort)
- Jean-Paul-Gaston de Pins † (27 de setembre de 1822 - 3 de maig de 1824 nomenat arquebisbe titular d'Amasea)
- Prosper de Tournefort † (21 de març de 1825 - 7 de març de 1844 mort)
- Bernard Buissas † (17 de juny de 1844 - 24 de desembre de 1856 mort)
- Florian-Jules-Félix Desprez † (19 de març de 1857 - 26 de setembre de 1859 nomenat arquebisbe de Tolosa)
- Félix-Pierre Fruchaud † (26 de setembre de 1859 - 27 d'octubre de 1871 nomenat arquebisbe de Tours)
- Alfred Duquesnay † (22 de desembre de 1871 - 13 de maig de 1881 nomenat arquebisbe de Cambrai)
- Pierre Henri Lamazou † (13 de maig de 1881 - 11 de juliol de 1883 mort)
- François-Benjamin-Joseph Blanger † (9 d'agost de 1883 - 11 de desembre de 1887 mort)
- Firmin-Léon-Joseph Renouard † (1 de juny de 1888 - 30 de novembre de 1913 mort)
- Hector-Raphaël Quilliet † (24 de desembre de 1913 - 18 de juny de 1920 nomenat bisbe de Lilla)
- Alfred Flocard † (16 de desembre de 1920 - 3 de març de 1938 mort)
- Louis-Paul Rastouil † (21 d'octubre de 1938 - 7 d'abril de 1966 mort)
- Henri Gufflet † (7 d'abril de 1966 - 13 de juliol de 1988 jubilat)
- Léon-Raymond Soulier † (13 de juliol de 1988 - 24 d'octubre de 2000 jubilat)
- Christophe Dufour (24 d'octubre de 2000 - 20 de maig de 2008 nomenat arquebisbe coadjutor de Ais)
- François Kalist (25 de març de 2009 - 20 de setembre de 2016 nomenat arquebisbe de Clarmont)
- Pierre-Antoine Bozo, des de l'11 de maig de 2017

## Estadístiques
El 2013, la diòcesi tenia 414.000 batejats sobre una població de 504.200 persones, equivalent al 82,1% del total.
| any  | població | població | població | sacerdots | sacerdots       | sacerdots       | sacerdots             | diaques | religiosos | religiosos | parròquies |
| ---- | -------- | -------- | -------- | --------- | --------------- | --------------- | --------------------- | ------- | ---------- | ---------- | ---------- |
| any  | batejats | total    | %        | total     | clergat secular | clergat regular | batejats por sacerdot | diaques | homes      | dones      |            |
| 1950 | 475.000  | 522.442  | 90,9     | 372       | 355             | 17              | 1.276                 |         | 17         | 610        | 480        |
| 1970 | ?        | 500.438  | ?        | 289       | 264             | 25              | ?                     |         | 25         | 524        | 481        |
| 1978 | 424.000  | 505.000  | 84,0     | 282       | 208             | 74              | 1.503                 | 1       | 94         | 614        | 481        |
| 1990 | 432.000  | 506.000  | 85,4     | 217       | 174             | 43              | 1.990                 | 2       | 58         | 405        | 117        |
| 1999 | 434.000  | 512.000  | 84,8     | 156       | 123             | 33              | 2.782                 | 8       | 41         | 292        | 106        |
| 2000 | 437.000  | 516.000  | 84,7     | 152       | 119             | 33              | 2.875                 | 7       | 43         | 257        | 106        |
| 2001 | 405.000  | 478.400  | 84,7     | 138       | 110             | 28              | 2.934                 | 7       | 36         | 243        | 106        |
| 2002 | 404.800  | 478.100  | 84,7     | 135       | 107             | 28              | 2.998                 | 7       | 36         | 226        | 97         |
| 2003 | 465.650  | 475.350  | 98,0     | 113       | 91              | 22              | 4.120                 | 6       | 23         | 212        | 97         |
| 2004 | 382.690  | 478.363  | 80,0     | 126       | 104             | 22              | 3.037                 | 6       | 23         | 214        | 97         |
| 2013 | 414.000  | 504.200  | 82,1     | 90        | 74              | 16              | 4.600                 | 15      | 27         | 127        | 30         |